# Вонга (Ленинградская область)
Вонга — посёлок в Пашском сельском поселении Волховского района Ленинградской области.

## История
Согласно военно-топографической карте Петроградской и Новгородской губерний издания 1912 года на месте современного посёлка находился Шижнемский Пильный Завод.
На карте Ленинградской области Северо-западного аэрогеодезического треста ГГУ издания 1932 года на месте современного посёлка обозначены безымянные бараки.

Посёлок Вонга на карте 1940 года

Согласно карте РККА 1940 года на месте современного посёлка находились бараки Вонга и начиналась, уходящая на юго-восток, в лес, лежнёвка.
По данным 1966 года посёлок Вонга в составе Волховского района не значился.
По данным 1973 и 1990 годов посёлок Вонга входил в состав Часовенского сельсовета.
В 1997 году в посёлке Вонга Часовенской волости проживали 10 человек, в 2002 году — также 10 человек (русские — 90 %).
В 2007 году в посёлке Вонга Пашского СП — 7, в 2010 году — 5 человек.

## География
Посёлок расположен в северо-восточной части района близ автодороги 41К-021 (Паша — Часовенское — Кайвакса).
Посёлок находится на правом берегу реки Шижня, правого притока реки Паша. К востоку от посёлка протекает ручей Одубля.
Расстояние до административного центра поселения — 40 км.

## Демография
| 2002 | 2007 | 2010 | 2012 | 2017 |
| ---- | ---- | ---- | ---- | ---- |
| 10   | ↘7   | ↘5   | ↗7   | ↘6   |

### Национальный состав
Согласно данным Всероссийской переписи населения 2021 года в посёлке проживали 7 человек, все русские.